# Kobo (Etiopia)
Kobo – miasto w Etiopii, w regionie Amhara. Według danych szacunkowych na rok 2015 liczy 39 000 mieszkańców.